# Удево
Удево — посёлок в Зубово-Полянском районе Мордовии России. Входит в состав Вышинского сельского поселения.

## История
Основан в 1930-х годах переселенцами из села Гоголев Бор (Удево) находившегося в Вадинском районе Пензенской области.

## Население
| 2002 | 2010 |
| ---- | ---- |
| 48   | ↘23  |

Национальный состав
Согласно результатам Всероссийской переписи населения 2002 года, в национальной структуре населения русские составляли 48 %, мордва — 52 %.